# Кубок Евразии по пляжному футболу
Кубок Евразии (англ. Eurasia Beach Soccer Cup) — турнир по пляжному футболу среди мужских клубных команд. Проводился в городе Йезд (Иран). В 2017 году победителем турнира стал клуб «Могхавемат Гользапу» (Иран), а в 2018 году — «Локомотив» (Россия).

## История

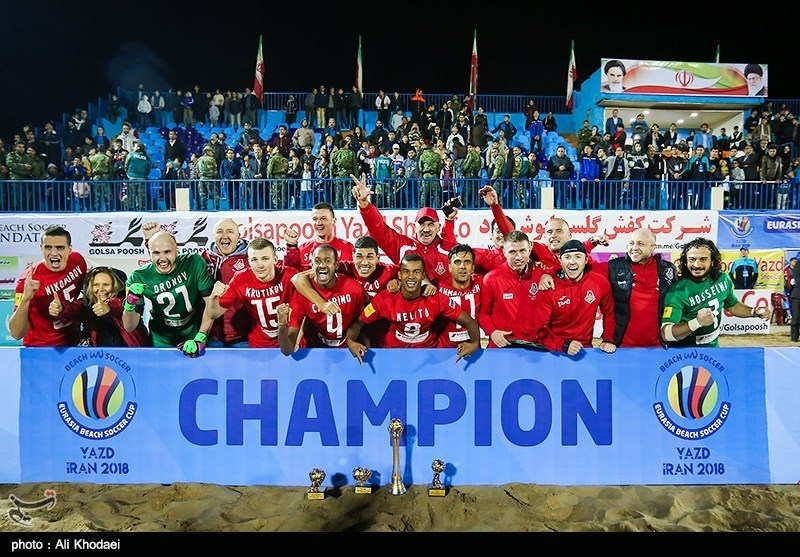
Игроки «Локомотива» празнуют победу на турнире 2018 года

Первый розыгрыш Кубка Евразии прошёл с 27 по 29 марта 2017 года в иранском городе Йезд. В турнире приняло участие четыре команды: «Могхавемат Гользапу» (Иран), «Локомотив» (Россия), «Спортинг» (Португалия) и «Леванте» (Испания). Первоначально на турнире должен был сыграть «Аль-Ахли» (ОАЭ). «Локомотив» приехал на турнир имея в составе четырёх игроков из Ирана: Пеймана Хоссейни, Мослема Месигара, Мохаммада Ахмадзаде и Хассана Абдоллахи. Победителем турнира стал «Могхавемат Гользапу», а «Локомотив» завоевал серебряные медали. По словам главного тренера «Локомотива» Ильи Леонов иранские футболисты сыграли хорошо лишь в одной игре, а в остальных матчах на них оказали влияние болельщики и они выкладывались не в полную силу.
Турнир 2017 года посетил министр спорта Ирана Масуд Солтанифар.
Последний Кубок Евразии проходил с 15 по 17 апреля 2018 года. Московский «Локомотив» сумел взять реванш за прошлогоднее поражение и стал победителем турнира.

## Результаты
| Год  | Уч. | Призёры             | Призёры             | Призёры   | Призёры   |
| Год  | Уч. | Победитель          | 2-е место           | 3-е место | 4-е место |
| ---- | --- | ------------------- | ------------------- | --------- | --------- |
| 2017 | 4   | Могхавемат Гользапу | Локомотив           | Спортинг  | Леванте   |
| 2018 | 4   | Локомотив           | Могхавемат Гользапу | Леванте   | Катания   |

## Лучшие игроки
| Сезон | Лучший игрок                             | Лучший бомбардир                      | Лучший вратарь              |
| ----- | ---------------------------------------- | ------------------------------------- | --------------------------- |
| 2017  | Джавад Дехганизаде (Могхавемат Гользапу) | Сейед Али Назем (Могхавемат Гользапу) | Виктор Виала (Леванте)      |
| 2018  | Лукао (Локомотив)                        | Лукао (Локомотив)                     | Пейман Хоссейни (Локомотив) |